# هاني الملاذي

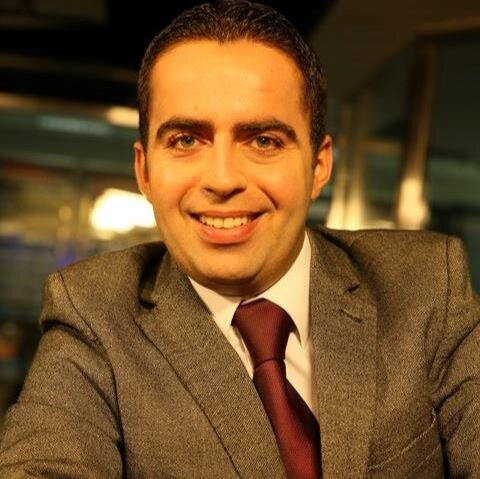

إعلامي سوري، من مواليد السعودية ومقيم الآن متنقلاً بين فرنسا ودولة الإمارات العربية المتحدة، عمل استشارياً لدى وزيري السياحة والصناعة في سورية، قبل أن ينتقل إلى وزارة الإعلام السورية مذيعاً ومعداً برامجياً، اشتهر خصوصاً بكتاباته النقدية والتحليلية في الصحف والمجلات، وعبر برامجه التلفزيونية والإذاعية، وحواراته مع كبار المسؤولين الأوروبيين والعرب.
أواخر 2011 أعلن عن معارضته الصريحة سياسة الإعلام الرسمي في سورية.

## مساره
دكتوراه في إدارة وسائل الإعلام، ماجستير في التخطيط من معهد تخطيط التنمية الاقتصادية والاجتماعية، ودبلوم في التربية من جامعة دمشق، ودبلوم في الاقتصاد من الأكاديمية العربية للعلوم المالية والمصرفية، وإجازة في إدارة الأعمال من كلية الاقتصاد بجامعة دمشق.
يعمل حالياً محاضراً في الإعلام و اللغات والحضارات الشرقية في باريس.  
كما يعمل كمذيع أخبار، ومعداً ومقدماً برامجياً في FRANCE MEDIA MONDE ،
وعمل قبلها ولمدة 15 عاماً في تلفزيون الآن، وتلفزيون المشرق وتلفزيون سي إن بي سي عربية والتلفزيون السوري وإذاعة دمشق.
من أهم برامجه التلفزيونية:
• برنامج جلسة حرة - تلفزيون الآن 45 د 
•	برنامج: سوريا الآن - تلفزيون الآن 30 د
•	برنامج: الحصيلة - تلفزيون سي إن بي سي 55 د
•	برنامج قضايا تنموية - الفضائية السورية: 50 د
•	برنامج: مساحة للحوار - القناة الثانية: 50 د
•	برنامج الصحافة - إذاعة دمشق: 15 د
•	برنامج: ملفات - القناة الثانية: 50 د
•	برنامج المرصد على يوتيوب- القناة الأولى: 30 د
•	عمل إلى جانب نشاطه الإعلامي الرئيسي، باحثاً سياسياً في مراكز أبحاث إستراتيجية.
•	كما عمل استشارياً إعلامياً لمؤسسات ومجموعات إنتاجية واقتصادية سورية وعربية.